# 13761 Dorristaylor
13761 Dorristaylor è un asteroide della fascia principale. Scoperto nel 1998, presenta un'orbita caratterizzata da un semiasse maggiore pari a 2,4129620 UA e da un'eccentricità di 0,1189625, inclinata di 2,52284° rispetto all'eclittica.